# Carlos Mota Pinto
Carlos Alberto da Mota Pinto (Pombal, 25 juli 1936 - Coimbra, 7 mei 1985) was een belangrijk Portugees jurist en politicus. Van 1978 tot 1979 was hij eerste minister van zijn land.
Carlos Mota Pinto onderwees rechtswetenschappen aan de Universiteit van Coimbra en aan de Katholieke Universiteit Portugal. Hij maakte naam toen hij een reeks rechtswetenschappelijke boeken uitgaf.

## Loopbaan
Na de Anjerrevolutie richtte hij samen met Francisco Sá Carneiro en Francisco Pinto Balsemão de conservatieve Partido Popular Démocratico op, vandaag Partido Social Democrata genaamd. Vervolgens werd hij voor deze partij verkozen in de Grondwetgevende Vergadering en in het eerste democratisch verkozen parlement. In de eerste regering van Mário Soares was hij minister van Handel en Toerisme.
Bij de eerste vrije parlementsverkiezingen van 25 april 1976 was de PS van Mário Soares de grootste partij, maar zonder absolute meerderheid. Eerst leidde Soares een minderheidsregering en vanaf december 1977 een regering van de PS met de CDS. Omdat al snel bleek dat er interne tegenstellingen binnen de coalitie waren, ontsloeg president António Ramalho Eanes Soares in 1978. Vervolgens kwamen er voornamelijk regeringen bestaande uit onafhankelijken. De eerste regering, onder leiding van Alfredo Nobre da Costa, mislukte en vervolgens werd Mota Pinto door president Eanes benoemd tot de nieuwe premier van Portugal.
Ondanks dat de regering Mota Pinto een stabiele parlementsmeerderheid had, bleef zijn regering maar kort aan de macht. Na negen maanden gaf hij in 1979 het premierschap door aan Maria de Lourdes Pintasilgo, die tot aan de nieuwe verkiezingen een interim-regering leidde.
Wegens zijn tegenstellingen met partijvoorzitter Sá Carneiro, die de PSD domineerde, vervreemde Mota Pinto meer en meer van zijn partij. Ondanks deze vervreemding werd hij interim-partijvoorzitter van zijn partij en na de verkiezingen van 1983, waarbij de PSD verloor, was hij zelfs korte tijd partijvoorzitter van de PSD.
Bij de verkiezingen van 1983 waren de socialisten opnieuw de sterkste partij geworden, maar hadden opnieuw geen absolute meerderheid. Mário Soares, die voor de tweede maal premier werd, vormde een grote coalitie van de PS met de PSD. In deze regering werd Carlos Mota Pinto vicepremier en minister van Defensie.
Binnen de PSD heerste echter tegenstand over de gevoerde politiek van Mota Pinto en voormalig premier Francisco Pinto Balsemão in deze grote coalitie. Deze tegenstand werd aangevoerd door Aníbal Cavaco Silva.
Bij de partijdag van de PSD in Figueira da Foz kwam er een breuk tussen de voorstanders (onder leiding van Pinto Balsemão en Mota Pinto) en de tegenstanders (onder leiding van Cavaco Silva) van de grote coalitie. Cavaco Silva werd verkozen tot de nieuwe partijvoorzitter van de PSD en besloot de coalitie met de PS op te blazen. Dit partijcongres maakte Carlos Mota Pinto echter niet meer mee, omdat hij kort voordien overleden was. Bij de verkiezingen van 1985 haalde de PSD een grote overwinning en Cavaco Silva werd de nieuwe premier van Portugal.
- Catàleg d'autoritats de noms i títols de Catalunya: 981058507968506706
- Gemeinsame Normdatei: 1130349055
- International Standard Name Identifier: 0000 0000 7998 6802
- Library of Congress Control Number: n88013573
- Système universitaire de documentation: 151441219
- Virtual International Authority File: 60620430
- WorldCat: E39PBJhMk9CKYx3MPPFGJJrQbd